# Oreské (Trnava)
Oreské (em húngaro: Kisdiós) é um município da Eslováquia, situado no distrito de Skalica, na região de Trnava. Tem 3,73 km² de área e sua população em 2018 foi estimada em 388 habitantes.

## Demografia
| Ano:        | 1994 | 2004   | 2014   | 2024   |
| ----------- | ---- | ------ | ------ | ------ |
| Broj ljudi: | 334  | 348    | 379    | 387    |
| Razlika:    |      | +4,19% | +8,90% | +2,11% |

| Ano:               | 2023 | 2024   |
| ------------------ | ---- | ------ |
| Número de pessoas: | 393  | 387    |
| Diferença:         |      | -1,52% |